# Simulium hargreavesi
Simulium hargreavesi är en tvåvingeart som beskrevs av Gibbins 1934. Simulium hargreavesi ingår i släktet Simulium och familjen knott. Inga underarter finns listade i Catalogue of Life.